# U 459
U 459 war ein deutsches U-Boot vom Typ XIV („Milchkuh“), das im Zweiten Weltkrieg von der deutschen Kriegsmarine eingesetzt wurde. Als Versorgungs-U-Boot war es nicht für den Angriff auf gegnerische Seestreitkräfte vorgesehen und versenkte keine Schiffe, schoss aber insgesamt zwei Flugzeuge ab. Am 24. Juli 1943 wurde das U-Boot im Golf von Biskaya durch zwei britische Flugzeuge versenkt, von denen eines abgeschossen wurde. Von den 60 Besatzungsmitgliedern starben 19, unter ihnen der 49-jährige Kommandant Georg von Wilamowitz-Moellendorff, und 41 kamen in alliierte Kriegsgefangenschaft.

## Technische Daten
Als Boot der U-Boot-Klasse XIV – genannt „Milchkuh“ – besaß U 459 keine Torpedos, denn es versorgte als besonders großes U-Boot andere deutsche U-Boote mit Besatzung, Treibstoff, Lebensmitteln und Munition. Es war allerdings mit einer 3,7-cm-FlaK SK C/30 mit 2500 Schuss Munition und einer 2-cm-FlaK C/30 mit 3000 Schuss Munition bewaffnet und konnte deshalb das Gefecht mit gegnerischen Flugzeugen aufnehmen oder angreifende Schiffe unter Feuer nehmen.
U 459 hatte bei Überwasserfahrt eine Wasserverdrängung von 1688 t und unter Wasser 1932 t. Es war insgesamt 67,1 m lang, 9,35 m breit, 11,7 m hoch mit einem 48,5 m langen Druckkörper und hatte einen Tiefgang von 6,5 m. Das bei der Deutsche Werke AG in Kiel gebaute U-Boot wurde von zwei Viertakt-Dieselmotoren der Germaniawerft mit je 6 Zylindern und einer Leistung von 2060 bis 2350 kW, bei Unterwasserfahrt mit zwei Elektromotoren der Siemens-Schuckertwerke mit einer Leistung von zusammen 550 kW angetrieben. Es hatte zwei Antriebswellen und Schiffsschrauben. Das Boot war zum Tauchen bis in Tiefen von 240 m geeignet.
Das U-Boot erreichte bei Überwasserfahrt Geschwindigkeiten von bis zu 14,4 bis 14,9 Knoten und unter Wasser bis zu 6,2 Knoten. Aufgetaucht konnte das Boot bei 10 Knoten bis zu 12.350 Seemeilen weit fahren, untergetaucht bei 2 Knoten bis zu 120 Seemeilen. Wie die meisten deutschen U-Boote seiner Zeit trug auch U 459 ein bootsspezifisches Zeichen am Turm. Nach der dritten Unternehmung wurde hierfür die stilisierte Darstellung eines Elefanten vor zwei Palmen ausgewählt. An den Mützen und Schiffchen trug die Besatzung hingegen ein stehendes Oval.

## Kommandant
Georg von Wilamowitz-Moellendorf, während der gesamten Dienstzeit von U 459 dessen Kommandant, wurde am 7. November 1893 in Weimar geboren und war mit zuletzt 49 Jahren einer der ältesten deutschen U-Boot-Kommandanten des Zweiten Weltkriegs. Er trat bereits am 1. April 1912 in die Kaiserliche Marine ein und diente während des Ersten Weltkriegs als Wachoffizier auf U 46, U 82 und U 95. Am 27. Dezember 1919 schied Georg von Wilamowitz-Moellendorf aus dem Dienst aus.
Im Zweiten Weltkrieg wurde er zunächst Kommandeur des aus Einheiten des Reichsarbeitsdienstes zusammengestellten Baubataillon 100. Ab Sommer 1940 diente er in der 1. U-Lehrdivision in Pillau (Ostpreußen). Am 6. August wurde er Kommandant des Schulbootes U 2. Am 15. November 1941 übernahm Kapitänleutnant von Wilamowitz-Moellendorf, der den Beinamen „der Wilde Moritz“ hatte, das Kommando auf U 459. Am 1. Juni 1942 wurde er zum Korvettenkapitän befördert.
Während im Zweiten Weltkrieg in den kleineren Front-U-Booten meist deutlich jüngere Kommandanten zum Einsatz kamen, wurden für die schwerfälligen Versorgungs-U-Boote, die alle bei der Deutsche Werke AG in Kiel gebaut wurden, erfahrenere Kommandanten bevorzugt. Wie sich am Ende zeigte, war der Einsatz in diesen U-Booten noch riskanter, denn bis 1944 waren sämtliche zehn „Milchkühe“ versenkt. Georg von Wilamowitz-Moellendorf fiel am 27. Juli 1943 bei der Versenkung seines U-Bootes U 459 mit 18 seiner Männer. Wegen der hohen Verlustraten wurde der Bau dieser U-Boot-Klasse kurz nach dem Verlust von U 459 im August 1943 eingestellt.

## Einsätze
U 459 war nach der Indienststellung unter Korvettenkapitän der Reserve Georg von Wilamowitz-Moellendorf (1893–1943) vom 15. November 1941 bis zum 31. März 1942 bei der 4. Ausbildungs-Flottille in Stettin stationiert. Am 21. März 1942 wurde U 459 von Kiel nach Helgoland überführt, das am 22. März erreicht wurde.

### Erste Versorgungsfahrt
Am 29. März 1942 lief das U-Boot von Helgoland zu seiner ersten Versorgungsfahrt im Nordatlantik und nordöstlich der Bermudas aus, wobei es 15 U-Boote versorgte. Vom 20. April bis zum 5. Mai 1942 wurden mit Treibstoff oder Proviant versorgt: U 108, U 98, U 333, U 98, U 564, U 333, U 571, U 564, U 582, U 571, U 582, U 582, U 352, U 566, U 594, U 572, U 69, U 594, U 572, U 558, U 751, U 103 und U 753. Am 15. Mai 1942 lief U 459 in Saint-Nazaire ein und war nun der 10. U-Flottille unterstellt, der zu der Zeit alle „Milchkühe“ angehörten.

### Zweite Versorgungsfahrt
Am 6. Juni 1942 verließ das U-Boot Saint-Nazaire zu seiner zweiten Versorgungsfahrt, bei der es im Mittelatlantik 17 U-Boote versorgte. Vom 14. Juni bis zum 8. Juli 1942 wurden mit Treibstoff oder Proviant versorgt: U 558, U 753, U 203, U 566, U 106, U 432, U 653, U 135, U 575, U 571, U 134, U 437, U 85, U 107, U 404, U 754 und U 128. Am 19. Juli 1942 kehrte U 459 nach Saint-Nazaire zurück.

### Dritte Versorgungsfahrt
Am 18. August 1942 lief das U-Boot von Saint-Nazaire zu seiner dritten Versorgungsfahrt aus, bei der es als Teil der U-Boot-Gruppe „Eisbär“ im Südatlantik und südlich von Ascension Island neun U-Boote versorgte. Vom 22. September bis zum 15. Oktober 1942 wurden mit Treibstoff oder Proviant versorgt: U 172, U 68, U 504, U 159, U 107, U 333, U 552, U 125, U 174 und U 462. Am 4. November 1942 lief U 459 wieder in Saint-Nazaire ein.

### Vierte Versorgungsfahrt
Ab 1. November 1942 war U 459 wie alle „Milchkühe“ der 12. U-Flottille unterstellt, die am 15. Oktober 1942 neu aufgestellt worden war. Die vierte Versorgungsfahrt führte U 459 am 20. Dezember 1942 von Saint-Nazaire aus in den Südatlantik, wo es 8 U-Boote versorgte. Vom 26. Dezember 1942 bis zum 27. Februar 1943 wurden mit Treibstoff oder Proviant versorgt: U 564, U 185, Cagni, U 516, U 509, U 506, U 160, U 160 und U 513. Am 7. März 1943 wurde Bordeaux angelaufen, der Stützpunkt der 12. U-Flottille.

### Fünfte Versorgungsfahrt
Von Bordeaux lief U 459 am 20. April 1943 zu seiner fünften Versorgungsfahrt aus, bei der es im mittleren Nordatlantik 22 U-Boote versorgte. Es gelang, ein britisches Flugzeug, eine Armstrong Whitworth Whitley der RAF Squadron 10 OTU, abzuschießen. Vom 1. Mai bis zum 26. Mai 1943 wurden mit Treibstoff oder Proviant versorgt: U 306, U 306, U 258, U 168, U 648, U 381, U 226, U 260, U 378, U 448, U 454, U 448, U 436, U 709, U 569, U 466, U 402, U 650, U 262, U 129, U 403, U 231, U 305, U 218 und U 92. Am 3. Juni 1943 lief das U-Boot wieder in Bordeaux ein.

### Sechste Versorgungsfahrt
Die sechste Versorgungsfahrt begann am 22. Juli 1943 mit dem Auslaufen aus Bordeaux und führte durch den Golf von Biscaya. Es konnten keine U-Boote mehr versorgt werden.

## Versenkung
Am 24. Juli 1943 wurde U 459 im Golf von Biskaya durch Wasserbomben einer britischen Vickers Wellington Q des 172. Geschwaders der Royal Air Force, geflogen von W. H. T. Jennings, und einer Vickers Wellington V des 547. Geschwaders der Royal Air Force, geflogen von J. Whyte, schwer beschädigt. Kommandant von Wilamowitz-Moellendorff entschloss sich, mit dem Boot an der Oberfläche zu bleiben, und dem Angriff mit eigener Artillerie zu begegnen. Jennings Flugzeug wurde abgeschossen, stürzte aber direkt beim U-Boot ins Meer, wodurch die linke Tragfläche ein riesiges Loch ins Achterdeck des Bootes riss. Ein Motor stürzte in die Mitte des Bootes und zerstörte den Turm und die Vierlingsflak, zudem wurden sechs Mann der Besatzung des U-Bootes getötet. Nachdem die zerstörte Maschine ins Meer geschoben worden war, entdeckten die Männer von U 459 drei Wasserbomben, zwei auf der Brücke und eine auf dem Achterdeck. Kommandant von Wilamowitz-Moellendorff ließ Fahrt aufnehmen und wies seine Besatzung an, die Wasserbomben über Bord zu rollen. Eine oder mehrere der Wasserbomben, die auf geringe Tiefe eingestellt waren, detonierten in der Folge dicht beim Boot, wodurch U 459 erheblich beschädigt wurde.
Das Boot ging nur langsam unter, und es gelang großen Teilen der Besatzung, sich auf Befehl ihres Kommandanten in die Schlauchboote zu retten. Während die Überlebenden davonpaddelten, machten sie Kommandant von Wilamowitz-Moellendorff auf dem Turm aus, der ihnen zuwinkte. Danach begab sich der Kommandant in die Zentrale, um dort per Hand die Ventile zu öffnen. Kommandant von Wilamowitz-Moellendorff ging mit dem daraufhin schnell sinkenden Boot unter. Im Verlauf des Angriffs und durch die Versenkung kamen neben dem Kommandanten zahlreiche Besatzungsmitglieder und der leitende Ingenieur Heinz Grotz ums Leben. 41 Mann von U 459 schafften es jedoch, das Boot rechtzeitig zu verlassen. Sie wurden vom polnischen Zerstörer Orkan als Kriegsgefangene an Bord genommen. Insgesamt starben bei der Versenkung einschließlich des Kommandanten 19 Besatzungsmitglieder, während 41 in alliierte Gefangenschaft gerieten. Aus dem abgeschossenen Flugzeug überlebte ein Mann, der von der ORP Orkan gerettet wurde.